# 西野水道

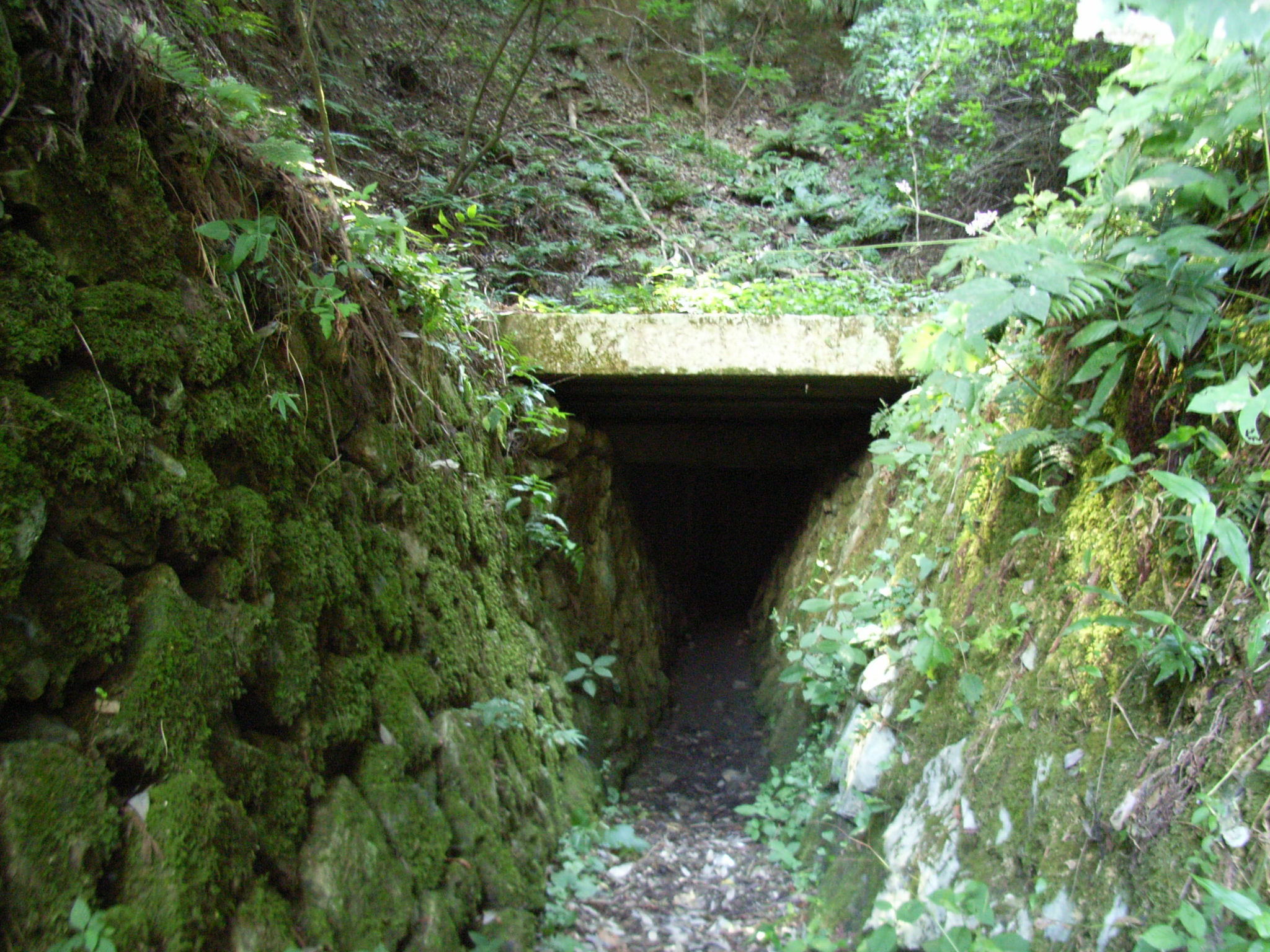
西野水道への入口（滋賀県の史跡に指定されている、1845年完成の初代のもの）

西野水道（にしのすいどう）は、滋賀県長浜市高月町西野にある、余呉川の放水路である。
近年までは、西野隧道と書籍等に記載される場合もあった。

## 概要
かつて余呉川は大雨の度に氾濫を起こし、流域の集落に大きな被害をもたらし続けていた。特に、現在の長浜市高月町西野周辺はその集落の高低差ゆえ、氾濫の度に集落は浸水・飢饉に悩まされた。1783年(天明3年)、1786年(天明7年)、1807年(文化4年)の水害では壊滅的なまでの被害をうけた。
その集落で育った充満寺住職の西野恵荘が、これを打開するには琵琶湖に放水路を作らなければならないと考え、1836年(天明７年)に彦根藩に工事の許可を受けて村人の説得を始めた。莫大な費用がかかるため藩庁や江戸が許可を下ろすのかという問題もあったが、恵荘の工事への研究や彦根藩の協力もあって1840年(天保11年)7月29日に能登の3人の石工の協力の元琵琶湖側から掘削を開始する。当初の計画では、大きさは高さ1.5メートル、幅1.2メートル、長さ250メートルだった。同年10月15日、18メートルの地点で岩盤に突き当たり掘削はなかなか進まなくなる。1841年(天保12年)からは反対側から掘り進めたが二ヶ月で15メートルしか進まなかった。1842年(天保13年)1月3日から2月中旬までかけて5メートル、2月中旬から石工たちが交代で夜間も掘り、村人が石の運搬や道具の整備に尽力したが、1日6センチが限界だった。4月上旬にその硬さのために石工たちは賃金を受け取らず能登に帰った。この時点で半分未満の64メートルしか掘れていなかった。恵荘は村人を激励し、新たな石工を探し伊勢の長次右衛門、長助、文七を見つけ頼み込み引き受けてもらう。1843年(天保14年)に工事を再開した。硬いだけでなく落盤など危険も伴い、1845年(弘化2年)5月に洞中が崩落し彦根藩主から人夫1300人、枠木の援助をうけた。同年6月3日の午後4時に30センチの穴が通った。同年9月1日に完成。
1938年(昭和13年)、余呉川改修工事が着手されたが、太平洋戦争により一時中止。1946年(昭和21年)から着工され翌年2月2日、琵琶湖側から掘削がはじまる。後に東側からも掘削。当時は工事材料の不足でセメントは配給品だった。1950年(昭和25年)に新たな水路が完成。直径は4.6メートル。完成後しばらく併用が続いたが恵荘の放水路の老朽化が激しく1980年(昭和55年)には1950年のものの南側に大規模な放水路が完成した。高さ10.3メートル、幅10.3メートル、全長286メートル、放水能力350t/s。初代の水路は、1984年（昭和59年）に滋賀県指定史跡に指定されている。

## 放水路について
全部で3つある。
- 初代 西野恵荘が掘削した放水路。全長220m。滋賀県指定文化財（史跡）。
- 2代目 現在は琵琶湖側への連絡通路として使用されている。全長245m。
- 3代目 現在の放水路。全長252m。

## 見学について
初代西野水道は整備保全されており、見学することが出来る。入場料は無料で、常時見学可能である。現地には見学用の長靴、ヘルメット、懐中電灯が用意されているが、洞内に照明が全くない。

## 西野恵荘について
1778年 - 1849年。伊香郡古保利村に生まれる。幼名は恵厳。幼い頃は京都の高倉の学寮に入りながら皆川棋園の元で儒学を学ぶ。古保利に戻った後充満寺11代目住職となり詩歌、書道、宗学の優秀な門下を輩出した。その功績によって井伊直亮大老より上人の称号を送られた。
- 第1期（能登の石工）
- 第2期（伊勢の石工）